# خربة شهاب
خربة شهاب قرية سوريّة تتبع إداريّاً لمحافظة حلب منطقة منبج ناحية خفسة، بلغ تعداد سكانها (1,375) نسمة حسب التعداد السكاني لعام 2004.